# 小行星14120
小行星14120（14120 Espenak）是一颗绕太阳运转的小行星，为主小行星带小行星。该小行星于1998年8月27日发现。

## 轨道参数
小行星14120的轨道半长轴为2.3835087 UA，离心率为0.089。